# 白川隆三
白川 隆三（しらかわ りゅうぞう、1943年〈昭和18年〉7月28日 - ）は、日本の実業家、音楽ディレクター、映画プロデューサー、アニメプロデューサー。

## 来歴
福岡県北九州市出身。父方の出身地が炭鉱の町の田川市で、炭鉱が衰退した中学生の頃は、集団就職のために故郷を離れる人を見送る家族や恋人の姿を、ローカル電車のホームでよく目にしたと述懐している。
1968年（昭和43年）、CBS・ソニーレコードに入社。CBS・ソニーの創業社員で、初めは名古屋市でセールス業務に携わり、その後、本社の販売推進課で邦楽を担当するようになった。音楽ディレクターとして、太田裕美、中原理恵などの作品を手がけ、『A LONG VACATION』『NIAGARA TRIANGLE Vol.2』『あの頃、マリー・ローランサン』などの制作を担当した。中でも白川が担当した太田裕美の4枚目のシングル『木綿のハンカチーフ』は、作詞を担当した松本隆曰く、白川がモデルになったといい、これについて白川は、上述の中学生時代に故郷を離れる人とそれを見送る家族や恋人の姿を目撃したことを松本に話したことが歌詞に影響したのではないかと述懐している。1980年（昭和55年）4月頃からは、大瀧詠一の担当ディレクターを務め、その中で大瀧と気が合ったと語っている。当時、社内のディレクターは音楽に造詣が深い音楽派と、それ以外の文芸派とで分かれており、白川は文芸派で譜面すら読めなかったが、大瀧とは音楽面以外で意気投合し、時事問題について語り合うこともあり、人事異動で白川が大瀧の担当を外れることになった時は、大瀧が「次から契約書に人事異動のことも入れる」と激怒する一幕もあったという。大瀧のスタジオ・アルバム『A LONG VACATION』では、販売目標を、当時大瀧の作品で最も売り上げ枚数が多かった『NIAGARA CM SPECIAL Vol.1』の2万5千枚を超える、3万枚に設定し、コアなファンを中心に売ることをプロモーションの柱とし、そこからホワイト層に広げるという手法をとったところ、発売してから2ヶ月後の5月から売れ行きが良くなり、6月には月10万枚売れるようになったという。
その後、1984年（昭和59年）からはCBS・ソニー宣伝部長に就任し、EPIC・ソニー宣伝部長を経て、1994年（平成6年）にはアニプレックスの前身であるSPEビジュアルワークスを設立し、同社社長やアニプレックス会長を歴任。アニメ作品では、『妖精王』（OVA）『ドッグソルジャー DOG SOLDIER:SHADOWS OF THE PAST』（OVA）、『風魔の小次郎』（OVA）、『新キャプテン翼』（OVA）、『はれときどきぶた』（テレビアニメ）、『どっきりドクター』（テレビアニメ）、『るろうに剣心 -明治剣客浪漫譚- 追憶編』（OVA）、『WILD ARMS Twilight Venom』（テレビアニメ）、『AMON デビルマン黙示録』（OVA）、『学校の怪談』（テレビアニメ）、『R.O.D -READ OR DIE-』（OVA）、『I'll/CKBC』（OVA）、『王ドロボウJING』（テレビアニメ）の製作や企画を、映画作品では『危ない話』や『二十世紀少年読本』の製作を担当した。2004年（平成16年）6月16日、アニプレックス取締役会長を退任。退任後は、九州大学ユーザーサイエンス機構特任教授や福岡女学院大学人文学部表現学科非常勤講師などを歴任し、2006年（平成18年）には、レコード会社とアーティストの事務所の業務を担う「リバーサイド・スタジオ」を設立した。